# Autotropis
Autotropis es un género de coleópteros de la familia Anthribidae.

## Especies
Contiene las siguientes especies:
- Autotropis basipennis Wolfrum, 1938
- Autotropis conspersa Jordan, 1928
- Autotropis downingi Jordan, 1924
- Autotropis fraterna Jordan, 1924
- Autotropis grammodis Wolfrum, 1933
- Autotropis limbata Jordan, 1924
- Autotropis modesta Jordan, 1924
- Autotropis montanus Wolfrum, 1949
- Autotropis nilgirensis Frieser & R. 2001
- Autotropis notalis Jordan, 1937
- Autotropis rugulosa Jordan, 1924